# SUPERSONIC GENERATION
『SUPERSONIC GENERATION』（スーパーソニック・ジェネレーション）は、日本のミュージシャンである布袋寅泰の6枚目のオリジナルアルバムである。

## 解説
「超音速世代」と題されたオリジナルのスタジオアルバムでは6作目。布袋本人やファンの間では「SSG」と呼ばれることが多い。
前作のポップな世界観から一転、当時世界中の音楽シーンで隆盛を極めていたドラムンベース、ビッグ・ビートをはじめとするテクノサウンドを大々的に取り入れた作品で、アポロ440やアンダーワールドのダレン・プライスといったテクノ・ミュージシャンが参加しているほか、アルバム全体の雰囲気も攻撃性に満ちたものとなっている。デヴィッド・ボウイの『Earthling』やプロディジーの『The Fat of the Land』から刺激を受けた旨や、作曲期間中やレコーディング期間中はプロペラヘッズやロニ・サイズなどドラムンベースやビッグビート系のアーティストを盛んに聴いていたと述べている。シングル曲が一曲もなく、全曲が新曲。
布袋によると、このような作品となった背景には「自分も含めてロックが持て囃されているような音楽業界の現状に生ぬるさとフラストレーションを感じている。要するに嫌いなバンドが多いということなんだけど。少しずつロックを嫌いになり始めている自分が嫌になっていた。ある意味では自分にとってのロック観のたどり直しかもしれない」「年齢的なものも含めてそろそろ大御所の仲間に入れられるところなんで。そうなるともう墓場。そこにだけは行きたくないし、この辺でちょっとヤンチャなとこ見せとくのが良いんじゃないかと思った」という当時の心境がある。
アルバムからのシングルが一切リリースされなかったことについても「ずっとシングルをリリースして、ある種チャートの真ん中で戦ってきた時期もあった。でも今回はシングルをまったく切らないぐらい"チャートに対する"とか"音楽業界に対する"じゃないけど、漠然とした生ぬるいロックへのアンチテーゼみたいな部分があった」とインタビューで語っている。
また布袋曰く「ファンをふるいにかけたアルバム」である。このことについて本人は「どこでこうなったのか分からないけど、ロキシー・ミュージックのつもりでやってたら矢沢さんのファンがついちゃったっていう（笑）。けっこうヤバいなって」というコメントを残している。
こういった背景もあってか、現在でもファンの間では賛否両論あり「布袋史上最大の問題作」と評されることが多い。
同時に、本作を引っさげたツアーについては「クラブシーンのサウンドを取り入れたのもあって、みんなもう少し踊ってくれるかと思っていたけど、そこはオーディエンスが思い描くいわゆるロック・コンサートっていう枠と、僕が作った踊れるロックっていうのがやや噛み合っていなかった部分があった」という反省点も述べている。
CDにはパソコンで閲覧可能なクレジット、本人によるコメント、ライナーノーツ、使用楽器及び機材の一覧、レコーディングのスケジュールなどがCD-EXTRAとして収録されている。

## 録音
山下久美子との離婚後、ロンドンに渡り楽曲制作を開始。レコーディングはベルリンのハンザ・スタジオとロンドンのタウンハウス・スタジオにて行われた。テクノ要素の強いアルバムということもあり、レコーディングやトラックダウンの最中は傍らで常にスタッフたちが踊っていたという。
本作では『GUITARHYTHM SERIOUS? TOUR』から使用されているPARKER FLYがメインギターとなっており、ツアーでも使用された。機材はアンプ・ヘッドにマッチレスのH/C-30、プリアンプにRocktronのVoodu Valve、キャビネットにマッチレスのES/D、スピーカーにマーシャルというラインナップ。
S.E.はすべてハリウッド映画で使用されるサウンド・エフェクトを使用している。
制作手法がこれまでのアルバムと極端に異なり、DigidesignのPro Toolsでレコーディングとエディットが行われ、トラックダウンにはSONYのデジタルテープを使用した。MIDI音源に関してはすべてKORGのTRINITYを使用。ギターやベースのリフも1度弾いたのをループさせてエディットしているものである。ギターを弾いている時間よりもギターの音作りをしている時間の方が圧倒的に長かったと布袋は語っている。
余談だが、ハンザ・スタジオはBOØWY時代に『BOØWY』のレコーディングで使用しており、またベルリン滞在中のホテルもこの時と同じハーヴィス・インターナショナルに宿泊した。

## リリース
1998年4月29日に東芝EMIのイーストワールドレーベルよりリリースされた。
前作ではなかったアナログ盤も発売されており、CD盤とは曲順・曲数が異なる。欧州と北米の15カ国でもリリースされたが、本人が最も希望したイギリスではリリースされなかった。
後にフルークやMOLOKOなど欧州のテクノ・アーティストが当アルバムの楽曲をリミックスしたシングル「BATTLE ROYAL MIXES II」がリリースされた。同シングルはドイツのダンス・ミュージック部門のチャートで最高8位にランクインした。

## ツアー
本作を受けてのツアーは『SUPERSONIC GENERATION TOUR』と題し、1998年5月9日の東京ベイNKホールを皮切りに9都市17公演を行っている。アルバムのツアーとしては『GUITARHYTHM WILD TOUR』以来となるライブハウスでの公演も行なった。
ツアー前のインタビューでは、前回の『SPACE COWBOY TOUR』でエンターテイメントの極地に到達した感があることを口にしており、「今回は趣きを変えてファインアートなクラブといった感じになるだろう」と語っていた。
ツアーメンバーにはレコーディングにも参加したザッカリー・アルフォードとワタナベノブタカとSLINKYのマイク・ウィロックス、前ツアーに引き続きHIROSHI、元THE MAD CAPSULE MARKETSの石垣愛が参加している。中野裕之がステージ映像を担当した。
本ツアーの模様は6月27日の横浜アリーナ公演と6月17日、18日の赤坂BLITZ公演を収録したライブ・ビデオ『HOTEI SSG LIVE "ROCK THE FUTURE"』(1998年)としてリリースされている。当初は6月3日、4日の日本武道館の模様を収めたライブ・アルバムも制作される予定だったが、リリースには至らなかった。

## 収録曲

### CD盤
| #         | タイトル                   | 作詞                     | 作曲                     | 時間  |
| --------- | -------------------------- | ------------------------ | ------------------------ | ----- |
| 1.        | 「SUPERSONIC GENERATION」  | 布袋寅泰                 | 布袋寅泰                 | 4:40  |
| 2.        | 「FUCK THE FAKE STAR」     | 布袋寅泰                 | 布袋寅泰・アポロ440      | 5:40  |
| 3.        | 「THEY SPY YOU」           | 布袋寅泰                 | 布袋寅泰                 | 4:34  |
| 4.        | 「BELIEVE ME, I'M A LIAR」 |                          | 布袋寅泰・Darren Price   | 4:16  |
| 5.        | 「MYSTERY OF LOVE」        | 布袋寅泰                 | 布袋寅泰                 | 7:00  |
| 6.        | 「WE ALL ALONE」           | 森雪之丞                 | 布袋寅泰                 | 6:32  |
| 7.        | 「IMMIGRANT SONG」         | JIMMY PAGE・ROBERT PLANT | JIMMY PAGE・ROBERT PLANT | 2:52  |
| 8.        | 「LOVE OR DIE」            | 森雪之丞                 | 布袋寅泰                 | 4:39  |
| 9.        | 「SPIDER IN THE SKY」      | 森雪之丞                 | 布袋寅泰                 | 5:28  |
| 10.       | 「DESTINY」                | 森雪之丞                 | 布袋寅泰                 | 4:50  |
| 合計時間: | 合計時間:                  | 合計時間:                | 合計時間:                | 50:37 |

### LP盤
| #  | タイトル                  | 作詞     | 作曲                   | 時間 |
| -- | ------------------------- | -------- | ---------------------- | ---- |
| 1. | 「SUPERSONIC GERERATION」 | 布袋寅泰 | 布袋寅泰               | 4:40 |
| 2. | 「LOVE OR DIE」           | 森雪之丞 | 布袋寅泰               | 4:39 |
| 3. | 「THEY SPY YOU」          | 布袋寅泰 | 布袋寅泰               | 4:34 |
| 4. | 「BELIEVE ME, IM A LIAR」 |          | 布袋寅泰・Darren Price | 4:16 |

| #         | タイトル              | 作詞                     | 作曲                     | 時間  |
| --------- | --------------------- | ------------------------ | ------------------------ | ----- |
| 5.        | 「IMMIGRANT SONG」    | JIMMY PAGE・ROBERT PLANT | JIMMY PAGE・ROBERT PLANT | 2:52  |
| 6.        | 「WE ALL ALONE」      | 森雪之丞                 | 布袋寅泰                 | 6:32  |
| 7.        | 「SPIDER IN THE SKY」 | 森雪之丞                 | 布袋寅泰                 | 5:28  |
| 8.        | 「DESTINY」           | 森雪之丞                 | 布袋寅泰・Darren Price   | 4:50  |
| 合計時間: | 合計時間:             | 合計時間:                | 合計時間:                | 37:57 |

### 海外版
| #         | タイトル                                             | 作詞                     | 作曲                     | 時間  |
| --------- | ---------------------------------------------------- | ------------------------ | ------------------------ | ----- |
| 1.        | 「SUPERSONIC GERERATION」                            | 布袋寅泰                 | 布袋寅泰                 | 4:40  |
| 2.        | 「FUCK THE FAKE STAR」                               | 布袋寅泰                 | 布袋寅泰・アポロ440      | 5:40  |
| 3.        | 「THEY SPY YOU」                                     | 布袋寅泰                 | 布袋寅泰                 | 4:34  |
| 4.        | 「BELIEVE ME, I'M A LIAR」                           |                          | 布袋寅泰・Darren Price   | 4:16  |
| 5.        | 「WE ALL ALONE」                                     | 森雪之丞                 | 布袋寅泰                 | 6:32  |
| 6.        | 「IMMIGRANT SONG」                                   | JIMMY PAGE・ROBERT PLANT | JIMMY PAGE・ROBERT PLANT | 2:52  |
| 7.        | 「LOVE OR DIE」                                      | 森雪之丞                 | 布袋寅泰                 | 4:39  |
| 8.        | 「SPIDER IN THE SKY」                                | 森雪之丞                 | 布袋寅泰                 | 5:28  |
| 9.        | 「DESTINY」                                          | 森雪之丞                 | 布袋寅泰                 | 4:50  |
| 10.       | 「BELIEVE ME, I'M A LIAR - Fluke Remix」             |                          | 布袋寅泰・Darren Price   | 5:36  |
| 11.       | 「THEY SPY YOU - Moloko Remix」                      | 布袋寅泰                 | 布袋寅泰                 | 4:26  |
| 12.       | 「SUPERSONIC GENERATION - Mantronik Mach-1 Formura」 | 布袋寅泰                 | 布袋寅泰                 | 3:50  |
| 合計時間: | 合計時間:                                            | 合計時間:                | 合計時間:                | 57:29 |

## 楽曲解説
CD版の曲順に準じて解説する。
1. SUPERSONIC GENERATION
タイトルチューン。
後のライブでも多く演奏されており、ライブ終盤に披露されることが多い。
リミックス・シングル「BATTLE ROYAL MIXES II」と当アルバム海外版に、Kurtis Mantronik（英語版）によるリミックス「SUPERSONIC GENERATION - Mantronik Mach-1 Formura」が収録されている。
2. FUCK THE FAKE STAR
アポロ440との共作。デモの段階では『TOKYO MUST BE DESTROYED』という仮タイトルだった[1][9]。
ちなみにアポロ440のNOKO（英語版）は布袋と生年月日が同じである[1]。
リミックス・シングル「BATTLE ROYAL MIXES II」に、Hardnoxによるリミックスが収録されている。
3. THEY SPY YOU
ダイアナ王妃事故死を受けて書いた曲[1]。
リミックス・シングル「BATTLE ROYAL MIXES II」と当アルバム海外版に、Moloko（英語版）によるリミックスが収録されている[10]。
1999年10月28日に海外でリリースされたコンピレーションアルバム『Extreme Club Hits III』の1曲目に収録されている。
4. BELIEVE ME, I'M A LIAR
アンダーワールドの準メンバー、ダレン・プライスとの共作。
PVが存在し、布袋が1人5役を務めている[11]。
リミックス・シングル「BATTLE ROYAL MIXES II」と当アルバム海外版に、Flukeによるリミックスが2曲収録されている。また同シングルの海外版にはオリジナルバージョンも収録されている。
コンピレーションアルバム『DIGITAL GANG 001(TOCP-50652)』に高速版が収録されている。
アーケードゲーム『STARHORSE2』のBGMに使用されている。
5. MYSTERY OF LOVE
オフラ・ハザがボーカルで参加。当初はスケジュールの関係でオフラ・ハザの参加は不可能かと思われたが、スタッフが音源を持ってテルアビブへ飛び、現地にてボーカル・パートをレコーディングする形で無事収録へと至っている[1]。
クリッシー・ハインド、ケイト・ブッシュ、アニー・レノックスもボーカル候補として挙がっていた[1]。
6. WE ALL ALONE
SLINKYとの共作。
7. IMMIGRANT SONG
レッド・ツェッペリンのカヴァー。
8. LOVE OR DIE
クエンティン・タランティーノ原案の映画『ナチュラル・ボーン・キラーズ』にインスパイアされた楽曲[1]。
9. SPIDER IN THE SKY
10. DESTINY
ポエトリーリーディングの楽曲であり、ダレン・プライスとの共作。
ツアーではポエトリーリーディングの箇所にギターを加えるアレンジで演奏された。
リミックス・シングル「BATTLE ROYAL MIXES II」に、Dylan Rhymesによるリミックスが収録されている。

## 参加ミュージシャン
- 布袋寅泰 - ギター、ボーカル、全楽器
- 渡部伸隆 - プログラミング、オーディオ・エディット
- HIROSHI - ベース(#1,2,3,5,8,9,10)
- ZACHARY ALFORD - ドラムス(#5,7)
- アポロ440　-　プログラミング(#2)
- SLINKY（英語版） - プログラミング(#6)
- DARREN PRICE - プログラミング(#4,10)
- OFRA HAZA - ボーカル(#5)
- JEFF PATTERSON - ボーカル(#4,7)、バッキングボーカル
- KATIE KISSOON - バッキングボーカル
- TESSA NILES - バッキングボーカル
- TONY JACKSONS - バッキングボーカル
- WERA WONDER - バッキングボーカル